# Infanteriegewehr M/1723
Das Infanteriegewehr M 1723 oder M 1723/M 1740 war die erste Standardwaffe der Königlich Preußischen Armee vom 18. Jahrhundert bis zu den Militärreformen der 1840er Jahre. Es wurden drei Muster hergestellt—1723, 1740 und 1809. Es wurde seit 1723 in der Königliche Preußische Gewehrfabrique hergestellt und trug den Beinamen „Potzdam“, nach dem Ort der Herstellung. Vergleichbare Waffen anderer europäischer Großmächte waren das französische Charleville-Gewehr (1717) und die britische Brown-Bess-Gewehr (1722).

## Geschichte
Das Potzdam-Gewehr machte sich einen Namen als die erste in Deutschland hergestellte Muskete. Das Modell 1740 verfestigte Potsdams Bedeutung als Standort für die Waffenproduktion in Deutschland. Die Musketen wurden weithin durch Preußen und Soldaten der verschiedenen deutschen Fürstentümer im 18. Jahrhundert verwendet. Hessische Truppen in britischen Diensten sowie Subsidientruppen aus anderen deutschen Fürstentümern verwendeten die Musketen im Aufstand der während des amerikanischen Unabhängigkeitskrieges.
Obwohl das M 1723/M 1740 schließlich durch das preußische Infanteriegewehr Modell 1809 ersetzt wurde, wurde es noch von preußischen Soldaten in der Schlacht von Waterloo 1815 und darüber hinaus verwendet.

## Beschreibung
Als Muskete, und daher geglättet, war die Waffe einigermaßen genau auf etwa 91 m gegen Linieninfanterie. Aber eine Muskete wurde vorzugsweise in einem viel kürzeren Abstand als bei der en masse verwendet.
Das Kaliber der Potzdam-Musketen lag zwischen .71 (18 mm) und etwa .78 (20 mm) und war größer als bei den meisten anderen großen Nationen.
Die Lauflänge der Potzdam-Musketen variierte zwischen 884,6 mm und 1164 mm und die Gesamtlänge zwischen 1420 mm und 1565 mm und wog weniger als 4,42 kg bis 4,88 kg. Der Schaft des Potzdam bestand in der Regel aus Walnussholz. Belastbare Teile des Potzdam, wie Lauf, Schlossplatte und Zündmechanismus, wurden aus Stahl und Schlinge-Wirbel aus Eisen gefertigt, während andere Stücke wie Schaftkappe, Abzugsbügel und Rohr in Messing gefunden wurden.

## Varianten

### Modell 1723
Diese Gewehre wurden, um den Einsatz von britischen Militärkugeln zu ermöglichen, im .73 Kaliber (18,54 mm) hergestellt. Es hatte Stifte, um den Lauf an Ort und Stelle zu halten und vier Rohre, die einen Ladestock mit einem trompetenförmigen Ende aus Stahl hielten. Wie bei der Königlich Schwedischen Armee militärische Musketen die ebenfalls Klammerten an stiftfesten Kanonenrohren (bis Modell 1778), hatte auch die Potzdam-Muskete ein Korn aus Messing, so dass die Bajonettmuschel unter dem Lauf optimal positioniert war, wo ein 470 mm dreieckiges Bajonett montiert werden konnte. Ihr Innendurchmesser betrug etwa 21,7 mm. Darüber hinaus konnte das Korn der Waffe mit einem groben Visier in Form einer länglichen, abgerundeten Kerbe im Gewehrlauf verwendet werden.
Das Potzdam Infanteriegewehr Modell 1723 für die Garde hatte ein Kaliber von circa .78 (~20mm). Die Lauflänge betrug 1164 mm, die Gesamtlänge 1565 mm und es wog 4,88 kg.

### Modell 1723/Modell 1740
Das Muster Potzdam-Muskete von 1740, abgeleitet aus dem früheren Muster von 1723, wurde von 1740 bis 1760 hergestellt und verwendete die gleichen standardisierten Teile. Die Halterungen waren aus Messing und der Lauf wurde um 279,4 mm gekürzt. Er wurde während und nach dem Dritten Schlesischen Krieg an Alliierte Deutsche Staaten geliefert und auch in Herzberg, Wesel, Schmalkalden und Suhl hergestellt.
Das Modell 1740 hatte einen 884,6-mm-Lauf und eine Gesamtlänge von 1285,6 mm und wog weniger als 4,5 kg.
Im frühen 19. Jahrhundert galt das Muster von 1740 als veraltet. Seine schlechte Leistung trug zur deutschen Niederlage in Jena 1806 bei. Obwohl das M 1723/M 1740 schließlich dem Potsdamer Infanteriegewehr Modell 1809 weichen musste, wurde es 1815 und darüber hinaus von preußischen Soldaten in der Schlacht bei Waterloo eingesetzt.

### Modell 1809
Das Infanteriegewehr Modell 1809 wurde, wie sein Vorgänger, während der napoleonischen Kriege in der Potsdamer Waffenkammer montiert. Es hatte Laufbänder aus Stahl statt Messing um Kosten zu reduzieren und ausgiebige Anlehnung an der Ausgestaltung des französischen Infanteriegewehrs Modell 1777 genommen. Der Hahn hatte einen dekorativen herzförmigen Ausschnitt und die Zündpfanne aus Stahl hatte ein Schutzschild, um das Büchsenpulver bei nassem Wetter trocken zu halten. Die Stifte wurden zugunsten von drei Laufbändern aufgegeben. Ungewöhnlich war, dass die Vordersitze in das Laufband anstatt in das Ende des Laufes gegossen wurden. Noch ungewöhnlicher für eine Militärmuskete war, dass die Waffe ein Kimme besaß.
Das Modell 1809 hatte einen Lauf von 1047,75 mm und eine Gesamtlänge von 1433,83 mm und wog etwa 4,5 kg. Das Kaliber wurde auf .71 (18.034mm) reduziert. Die Gewehrläufe wurden separat in Spandau hergestellt und zur Veredelung und Endmontage nach Potsdam gebracht.
In der Schlacht von Waterloo war das Muster Potzdam von 1809 die am weitesten verbreitete Muskete unter von Blüchers Truppen. Aufgrund seiner großen Bohrung konnte es die Geschosse von gefallenen britischen und französischen Soldaten abfeuern, obwohl die kleineren französischen Kugeln den Lauf herunterrasselten was Genauigkeit und Mannstoppwirkung reduzierte.
Das Tüllenbajonett der Muskete M1809 wurde nach dem Bajonett der französischen Charleville-Muskete eingeführt. Wie die meisten anderen Bajonette des frühen 19. Jahrhunderts, hatte es eine dreieckige Klinge von 488,95 mm. Es fehlte jedoch die Einstecknadel, mit der das Bajonett über dem Vorderteil des Musketenfasses gesichert werden konnte.
Es fehlte jedoch die Zapfenverbindung, die normalerweise zur Sicherung des Bajonetts über dem Korn des Musketenlaufs verwendet wurde.

### Modell 1831
Von 1831 bis 1839 fertigten die Preußen einen Anzündhütchen-Version der Potzdam-Muskete von 1809. Diese wurden nicht nur in Potzdam, sondern auch in Danzig hergestellt. Die Muskete von 1831 wurde 1841 durch die Dreyse-Zündnadelgewehre ersetzt, und die meisten der alten Vorderlader wurden an die Vereinigten Staaten verkauft, um sie im amerikanischen Bürgerkrieg zu verwenden. Diese wurden dem amerikanischen Unionsheer bereits 1864 ausgestellt.

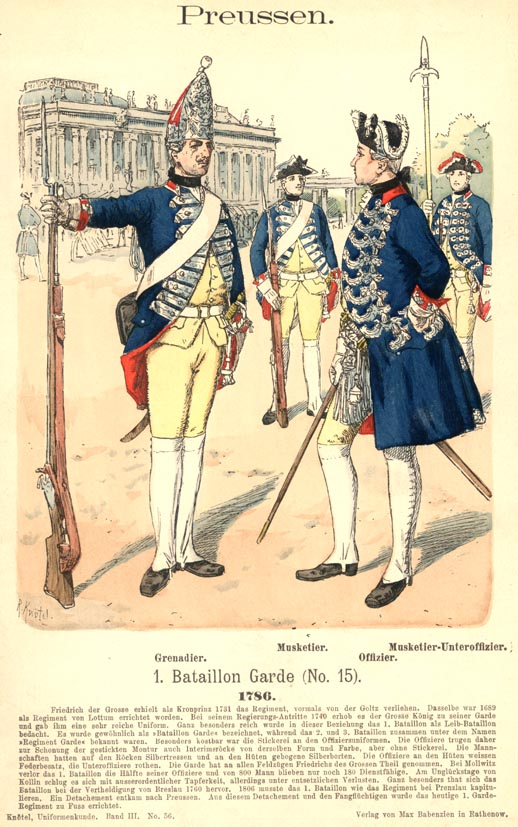
Ein preußischer Grenadier mit Gewehr Muster 1723 im Potsdamer Stadtschloss von 1786.
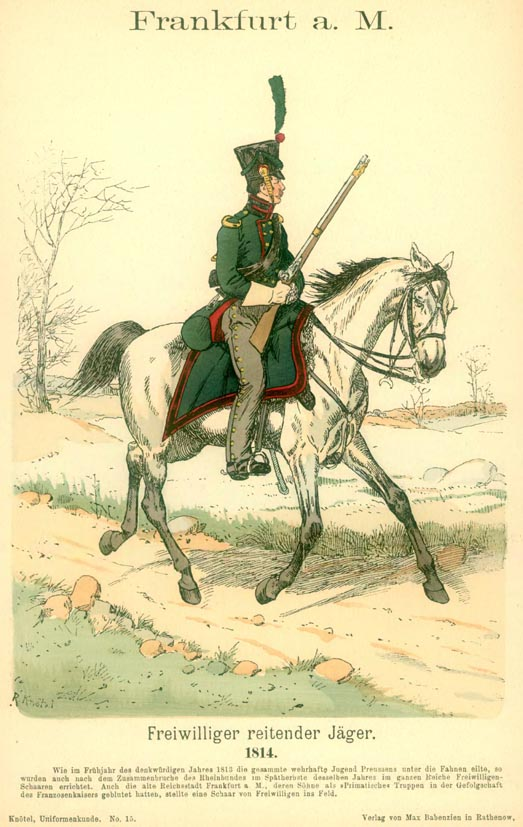
Karabinervariante des Potzdam-Gewehrs 1809, herausgegeben 1814 an hessische Soldaten.
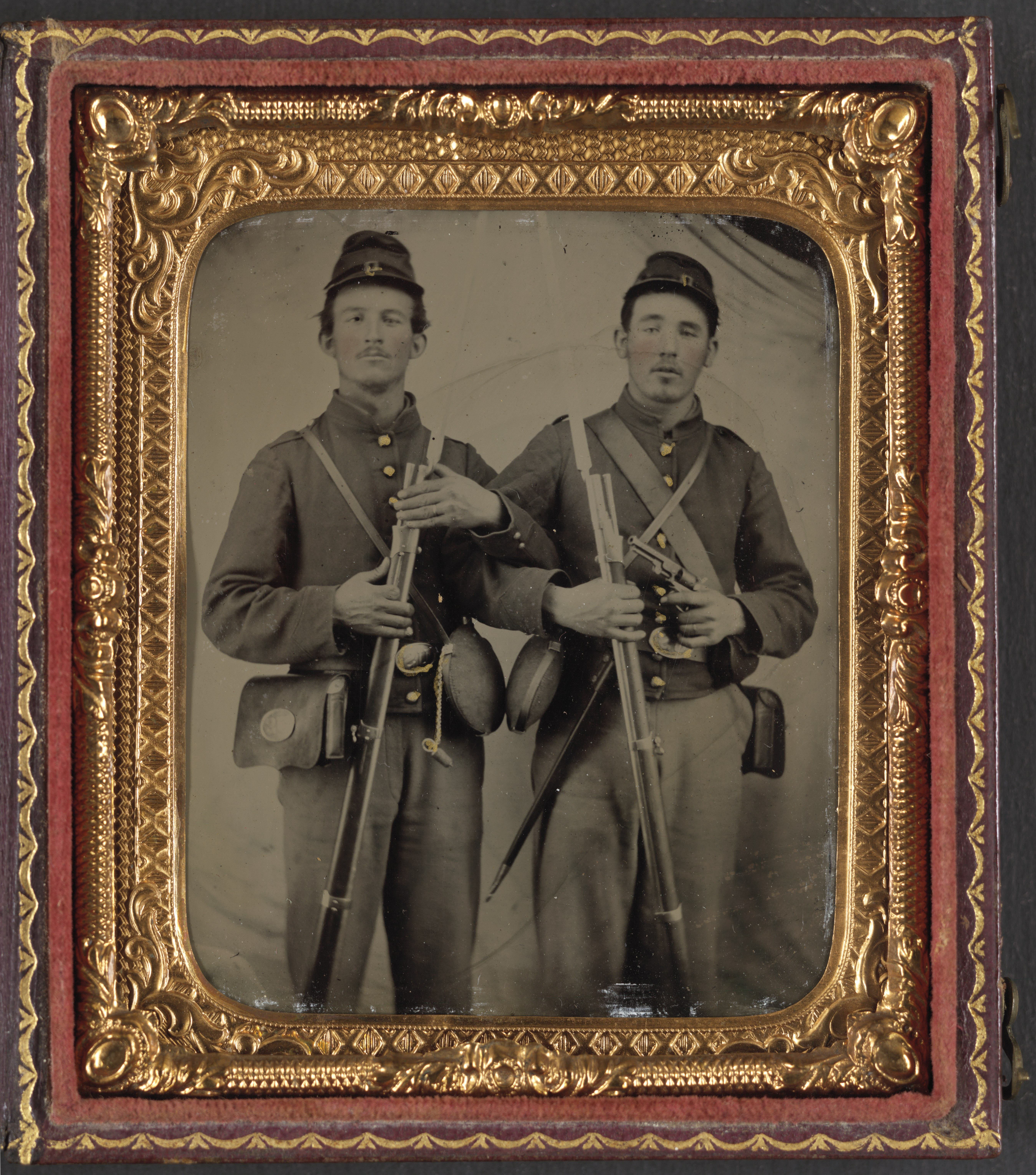
Truppen der amerikanischen Unionsarmee mit preußischem Gewehr Muster 1809.
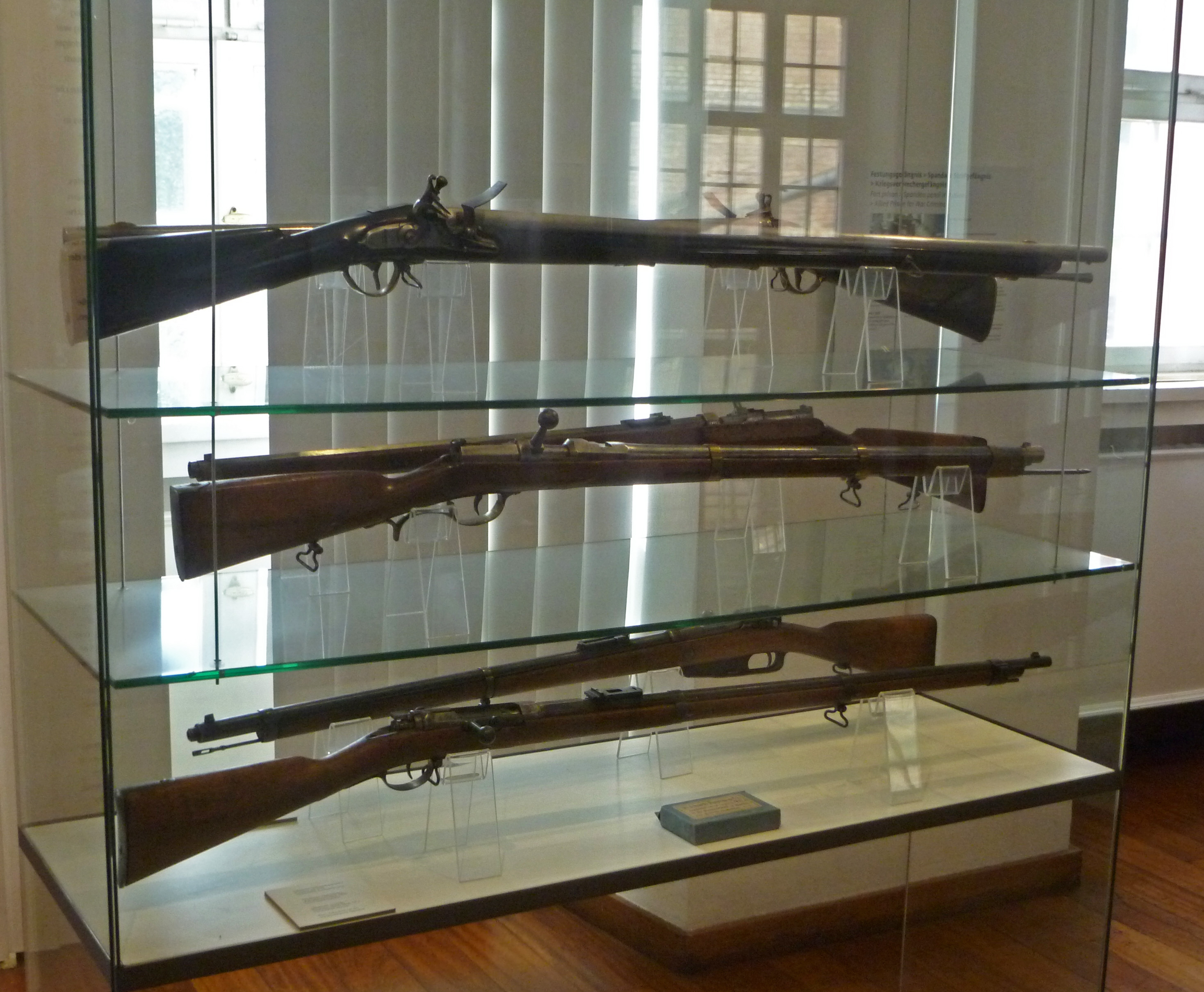
Gewehrmodell 1740 (oben), Zündnadelgewehr und Französisch-preußische Kriegszeit Mausergewehr aus Spandau.